# Ямишево
Ями́шево (каз. Ямышево) — село у складі Аккулинського району Павлодарської області Казахстану. Адміністративний центр Ямишевського сільського округу.
Населення — 1195 осіб (2021; 1223 у 2009, 1509 у 1999, 1862 у 1989).
Національний склад станом на 1989 рік:
- росіяни — 35 %
- казахи — 30 %